# Rok przestępny

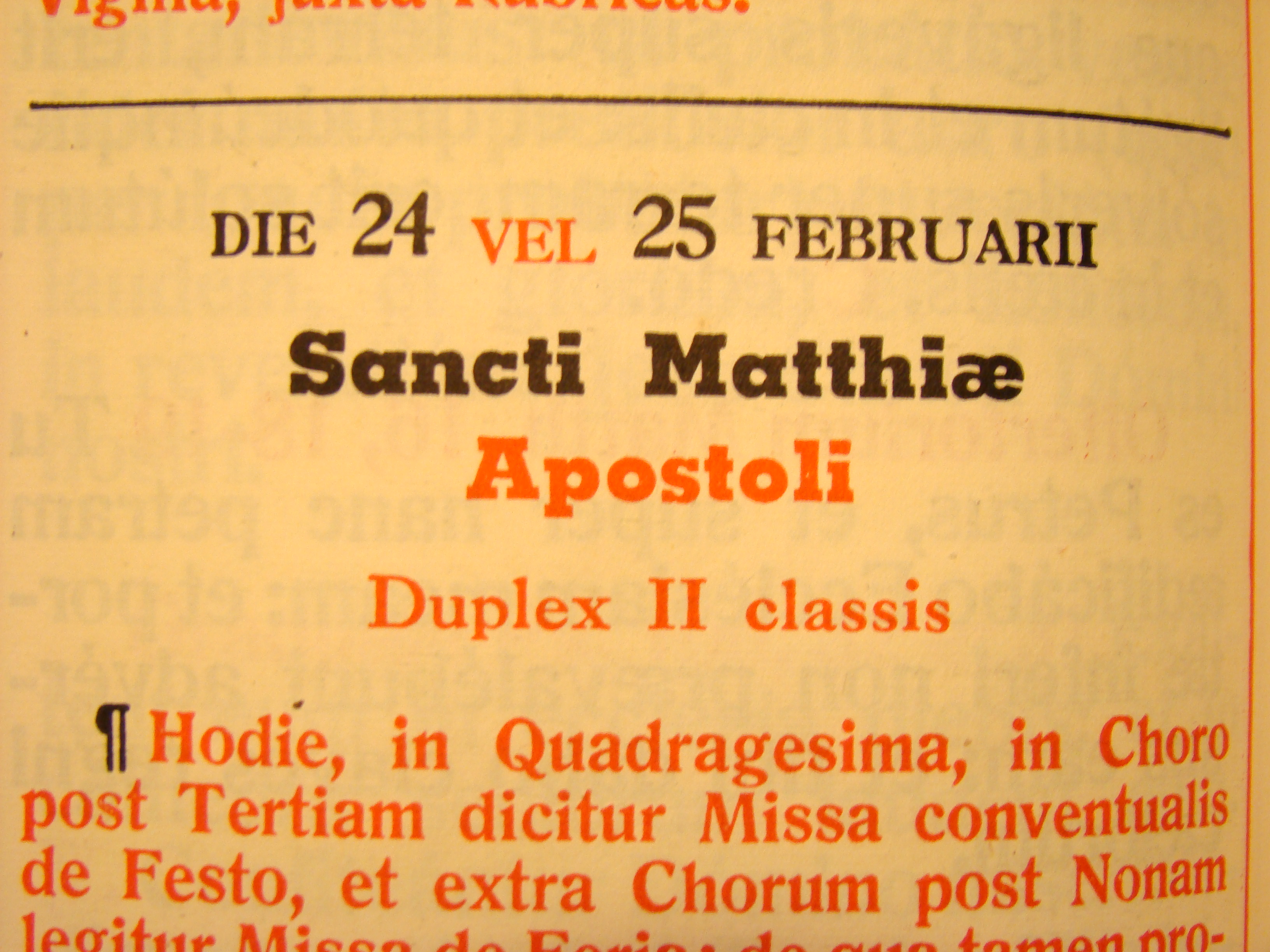
Dodanie dodatkowego dnia powoduje przesunięcie wspomnień w kalendarzu liturgicznym rytu rzymskiego między 24 a 28 lutego. Wspomnienie św. Macieja Apostoła obchodzone jest 24 lutego w latach zwykłych, a 25 – w latach przestępnych.

Rok przestępny – rok kalendarzowy, którego długość (366 dni) – w celu dopasowania roku kalendarzowego do roku zwrotnikowego – jest zwiększona w stosunku do lat nieprzestępnych (365 dni). Występuje wyłącznie w kalendarzach o rachubie opartej na obiegu Ziemi dookoła Słońca lub o rachubie kombinowanej (Księżyc i Słońce). Przykładami lat przestępnych są: 2016, 2020, 2024, 2028 czy 2032.
W kalendarzu gregoriańskim (obowiązującym m.in. w Polsce), rok przestępny jest dłuższy o jeden dzień występujący w lutym, który ma wtedy 29 dni zamiast 28 dni. Dodatkowym dniem w kalendarzu liturgicznym tradycyjnie nie jest jednak 29 lutego, ale dzień dodawany między 23 a 24 lutego. Dodanie tego dnia powoduje przesunięcie obchodzonych w Kościele katolickim wspomnień świętych w okresie 24–28 lutego na następny dzień. Wiąże się to z praktyką starożytnego Rzymu, gdzie od czasów Cezara dzień przestępny wprowadzano przez powtórzenie 24 lutego (tzw. bissextilis). Nazwa bissextilis wzięła się stąd, że 24 lutego w kalendarzu rzymskim nosi nazwę sextus Kalendas, a w roku przestępnym występuje dwa razy (łac. bis).
W kalendarzu żydowskim rokiem przestępnym jest rok, który ma dodatkowy, trzynasty miesiąc, dodawany co 3 (rzadziej co 2) lata w celu zrównania cyklu słonecznego z księżycowym.

## Historia
Lata przestępne zostały pierwszy raz wprowadzone już w 238 roku p.n.e., kiedy to w Egipcie zaczęto uwzględniać dodatkowy dzień co cztery lata (zob. datowanie sotisowe). W roku 45 p.n.e. dekretem Juliusza Cezara wprowadzono taką samą rachubę w Rzymie (stąd określenie kalendarz juliański). Dodatkowy dzień zyskał najkrótszy miesiąc – luty – który w tym czasie był też ostatnim miesiącem roku. Błąd tej rachuby wynosi ok. 1 dobę na 128 lat, ponieważ rok zwrotnikowy jest nieco krótszy niż 365,25 dnia. Do dziś ten system jest stosowany w różnych kalendarzach kościołów prawosławnych (w niektórych w 1923 r. wprowadzono tzw. kalendarz nowojuliański). Również w astronomii używa się roku juliańskiego jako jednostki czasu.
Obecnie powszechnie stosuje się rachubę zgodną z kalendarzem gregoriańskim, wprowadzonym w 1582 roku bullą papieża Grzegorza XIII („Inter gravissimas”), w której wprowadzono następującą modyfikację kalendarza juliańskiego: nie uznaje się lat przestępnych wypadających na koniec wieku, z wyjątkiem tych, w których liczba stuleci jest podzielna przez 4. Inaczej mówiąc w myśl tej reguły latami przestępnymi są te, których numeracja:
- jest podzielna przez 4 i niepodzielna przez 100 lub
- jest podzielna przez 400.

Dotychczas według tej reguły lata 1600 i 2000 były przestępnymi, a lata 1700, 1800, 1900 nie. W przyszłości rok 2100 nie będzie rokiem przestępnym. Modyfikacja kasuje 15 lat przestępnych na każde 2000 lat co zmniejsza błąd kalendarza juliańskiego o 1 dobę na 133 lata, dlatego błąd tej rachuby wynosi 1 dobę na nieco ponad 3322 lata.
Oprócz tego w celu dopasowania początku kalendarzowej wiosny do rzeczywistego momentu równonocy wiosennej (w 1582 roku różnica wynosiła już 10 dni) postanowiono, że bezpośrednio po dniu 4 października 1582 nastąpi dzień 15 października 1582 (z zachowaniem ciągłości dni tygodnia).

### Wprowadzenie kalendarza gregoriańskiego na świecie

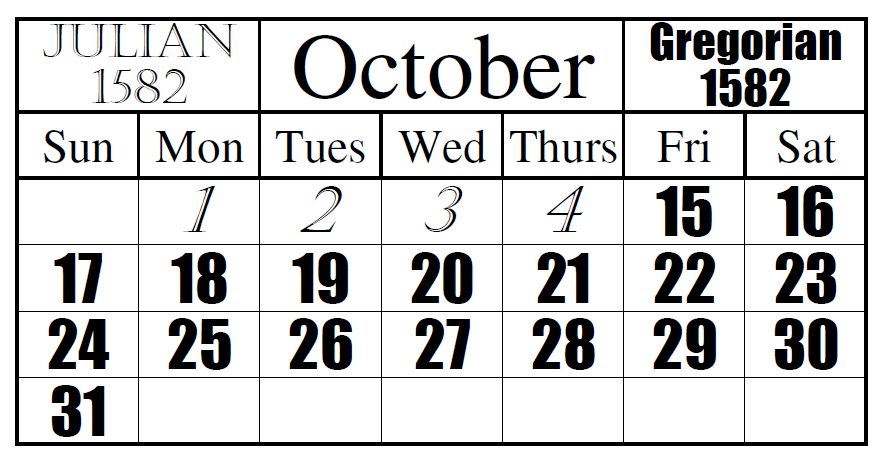
Październik 1582 roku.

Kalendarz gregoriański najszybciej został przyjęty w krajach katolickich. We Włoszech, Hiszpanii, Polsce i Portugalii nastąpiło to już w 1582. W krajach protestanckich przyjęto go później, np. w Wielkiej Brytanii i w krajach Imperium Brytyjskiego dopiero w 1750 roku (na mocy tzw. „aktu Chesterfielda”).
W prawosławnej Rosji kalendarzem juliańskim posługiwano się jeszcze na początku XX wieku, a w cerkwi prawosławnej jest on używany do dziś.

### Przesilenie zimowe
Niedokładność kalendarza juliańskiego spowodowała, że w IV w. przesilenie zimowe przesunęło się z 25 na 22 grudnia, a w XVI w. już na 12 grudnia. W wyniku wprowadzenia kalendarza gregoriańskiego w 1582 i pominięcia wówczas 10 dni, termin przesilenia wypada stale w okolicach 22 grudnia.

## Bieżący błąd kalendarza gregoriańskiego
Liczba lat przestępnych w ciągu 400 lat wynosi:
{\displaystyle {\frac {400}{4}}-{\frac {400}{100}}+{\frac {400}{400}}=97.}
Jest ona równa liczbie lat podzielnych przez 4 z tym, że wypadają lata 100, 200 i 300, a nie wypada rok 400.
Biorąc pod uwagę, że rok zwrotnikowy ma 365,242199 dni, bieżący błąd obliczania daty wynosi:
{\displaystyle 365+{\frac {97}{400}}-365{,}242199=0{,}000301\left[{\frac {\mathrm {dnia} }{\mathrm {rok} }}\right].}
Jest to około 26 sekund na rok (chociaż nie jest to błąd stały – ze względu na konieczność skokowego wprowadzania poprawek). W ciągu 3322 lat jest to niecały jeden dzień.